# Выпуклое сопряжение
Выпуклое сопряжение функции — это обобщение преобразования Лежандра, которое применяется к невыпуклым функциям. Оно известно также как преобразование Лежандра — Фенхеля или преобразование Фенхеля (по именам Адриена Мари Лежандра и Вернера Фенхеля). Сопряжение используется для преобразования задачи оптимизации в соответствующую двойственную задачу, которую, возможно, проще решить.

## Определение
Пусть {\displaystyle X} будет вещественным топологическим векторным пространством и пусть {\displaystyle X^{*}} будет двойственным пространством для {\displaystyle X}. Обозначим двойственную пару через
{\displaystyle \langle \cdot ,\cdot \rangle :X^{*}\times X\to \mathbb {R} .}
Для функции
{\displaystyle f:X\to \mathbb {R} \cup \{-\infty ,+\infty \}},
принимающей значения на расширенной числовой прямой, выпуклое сопряжение
{\displaystyle f^{*}:X^{*}\to \mathbb {R} \cup \{-\infty ,+\infty \}}
определено в терминах супремума по формуле
{\displaystyle f^{*}\left(x^{*}\right):=\sup \left\{\left.\left\langle x^{*},x\right\rangle -f\left(x\right)\right|x\in X\right\},}
или, эквивалентно, в терминах инфимума по формуле
{\displaystyle f^{*}\left(x^{*}\right):=-\inf \left\{\left.f\left(x\right)-\left\langle x^{*},x\right\rangle \right|x\in X\right\}.}
Это определение можно интерпретировать как кодирование выпуклой оболочки надграфика функции в терминах её опорных гиперплоскостей.

## Примеры
Выпуклое сопряжение аффинной функции
{\displaystyle f(x)=\left\langle a,x\right\rangle -b,\,a\in \mathbb {R} ^{n},b\in \mathbb {R} }
равно
{\displaystyle f^{*}\left(x^{*}\right)={\begin{cases}b,&x^{*}=a\\+\infty ,&x^{*}\neq a.\end{cases}}}
Выпуклое сопряжение степенной функции
{\displaystyle f(x)={\frac {1}{p}}|x|^{p},\,1<p<\infty }
равно
{\displaystyle f^{*}\left(x^{*}\right)={\frac {1}{q}}|x^{*}|^{q},\,1<q<\infty }
где {\displaystyle {\tfrac {1}{p}}+{\tfrac {1}{q}}=1.}
Выпуклое сопряжение функции абсолютной величины
{\displaystyle f(x)=\left|x\right|}
равно
{\displaystyle f^{*}\left(x^{*}\right)={\begin{cases}0,&\left|x^{*}\right|\leqslant 1\\\infty ,&\left|x^{*}\right|>1.\end{cases}}}
Выпуклое сопряжение показательной функции {\displaystyle f(x)=\,\!e^{x}} равно
{\displaystyle f^{*}\left(x^{*}\right)={\begin{cases}x^{*}\ln x^{*}-x^{*},&x^{*}>0\\0,&x^{*}=0\\\infty ,&x^{*}<0.\end{cases}}}
Выпуклое сопряжение и преобразование Лежандра показательной функции совпадают за исключением того, что область определения выпуклого сопряжения строго шире, поскольку преобразование Лежандра определено лишь для положительных вещественных чисел.

### Связь с ожидаемыми потерями (средняя цена риска)
Пусть F означает функцию распределения случайной величины X. Тогда (интегрируя по частям),
{\displaystyle f(x)=\int _{-\infty }^{x}F(u)\,du=\operatorname {E} \left[\max(0,x-X)\right]=x-\operatorname {E} \left[\min(x,X)\right]}
имеет выпуклое сопряжение
{\displaystyle f^{*}(p)=\int _{0}^{p}F^{-1}(q)\,dq=(p-1)F^{-1}(p)+\operatorname {E} \left[\min(F^{-1}(p),X)\right]=pF^{-1}(p)-\operatorname {E} \left[\max(0,F^{-1}(p)-X)\right].}

### Упорядочение
Конкретная интерпретация имеет преобразование
{\displaystyle f^{\text{inc}}(x):=\arg \sup _{t}\,t\cdot x-\int _{0}^{1}\max\{t-f(u),0\}\,\mathrm {d} u,}
как неубывающую перегруппировку начальной функции f. В частности, {\displaystyle f^{\text{inc}}=f} для {\displaystyle f} не убывает.

## Свойства
Выпуклое сопряжение замкнутой выпуклой функции снова является замкнутой выпуклой функцией. Выпуклое сопряжение полиэдральной выпуклой функции (выпуклой функции с многогранным надграфиком) снова является полиэдральной выпуклой функцией.

### Обращение порядка
Выпуклое сопряжение обращает порядок — если {\displaystyle f\leqslant g}, то {\displaystyle f^{*}\geqslant g^{*}}. Здесь
{\displaystyle (f\leqslant g):\iff (\forall x,f(x)\leqslant g(x)).}
Для семейства функций {\displaystyle \left(f_{\alpha }\right)_{\alpha }} это следует из факта, что супремумы могут быть переставлены местами
{\displaystyle \left(\inf _{\alpha }f_{\alpha }\right)^{*}(x^{*})=\sup _{\alpha }f_{\alpha }^{*}(x^{*}),}
и из max–min неравенства
{\displaystyle \left(\sup _{\alpha }f_{\alpha }\right)^{*}(x^{*})\leqslant \inf _{\alpha }f_{\alpha }^{*}(x^{*}).}

### Двойное сопряжение
Выпуклое сопряжение функции всегда полунепрерывно снизу. Двойное сопряжение {\displaystyle f^{**}} (выпуклое сопряжение выпуклого сопряжения) является также замкнутой выпуклой оболочкой, то есть наибольшей полунепрерывной снизу выпуклой функцией с {\displaystyle f^{**}\leqslant f}.
Для выпуклых собственных функций {\displaystyle f=f^{**}} тогда и только тогда, когда f выпукла и полунепрерывна снизу по теореме Фенхеля — Моро.

### Неравенство Фенхеля
Для любой функции f и её выпуклого сопряжения {\displaystyle f^{*}} неравенство Фенхеля (известное также как неравенство Фенхеля — Моро) выполняется для любого {\displaystyle x\in X} и {\displaystyle p\in X^{*}} :
{\displaystyle \left\langle p,x\right\rangle \leqslant f(x)+f^{*}(p).}
Доказательство следует немедленно из определения выпуклого сопряжения: {\displaystyle f^{*}(p)=\sup _{\tilde {x}}\{\langle p,{\tilde {x}}\rangle -f({\tilde {x}})\}\geqslant \langle p,x\rangle -f(x)}.

### Выпуклость
Для двух функций {\displaystyle f_{0}} и {\displaystyle f_{1}} и числа {\displaystyle 0\leqslant \lambda \leqslant 1} выполняется
{\displaystyle \left((1-\lambda )f_{0}+\lambda f_{1}\right)^{*}\leqslant (1-\lambda )f_{0}^{*}+\lambda f_{1}^{*}}.
Здесь операция {\displaystyle {*}} — это выпуклое отображение в себя.

### Инфимальная конволюция
Инфимальная конволюция двух функций f и g определяется как
{\displaystyle \left(f\Box g\right)(x)=\inf \left\{f(x-y)+g(y)\,|\,y\in \mathbb {R} ^{n}\right\}.}
Пусть f1, …, fm будут правильными выпуклыми полунепрерывными снизу функциями на {\displaystyle \mathbb {R} ^{n}}. Тогда инфимальная конволюция выпукла и полунепрерывна снизу (но не обязательно будет правильной функцией) и удовлетворяет равенству
{\displaystyle \left(f_{1}\Box \cdots \Box f_{m}\right)^{*}=f_{1}^{*}+\cdots +f_{m}^{*}.}
Инфимальная конволюция двух функций имеет геометрическую интерпретацию — (строгий) надграфик инфимальной конволюции двух функций равен сумме Минковского (строгих) надграфиков этих функций.

### Максимизирующий аргумент
Если функция {\displaystyle f} дифференцируема, то её производная является максимизирующим аргументом при вычислении выпуклого сопряжения:
{\displaystyle f^{\prime }(x)=x^{*}(x):=\arg \sup _{x^{*}}{\langle x,x^{*}\rangle }-f^{*}(x^{*})} и
{\displaystyle f^{{*}\prime }(x^{*})=x(x^{*}):=\arg \sup _{x}{\langle x,x^{*}\rangle }-f(x);}
откуда
{\displaystyle x=\nabla f^{*}(\nabla f(x)),}
{\displaystyle x^{*}=\nabla f(\nabla f^{*}(x^{*})),}
и, более того,
{\displaystyle f^{\prime \prime }(x)\cdot f^{{*}\prime \prime }(x^{*}(x))=1,}
{\displaystyle f^{{*}\prime \prime }(x^{*})\cdot f^{\prime \prime }(x(x^{*}))=1.}

### Масштабирующие свойства
Если для некоторого {\displaystyle \gamma >0} {\displaystyle \,g(x)=\alpha +\beta x+\gamma \cdot f(\lambda x+\delta )}, то
{\displaystyle g^{*}(x^{*})=-\alpha -\delta {\frac {x^{*}-\beta }{\lambda }}+\gamma \cdot f^{*}\left({\frac {x^{*}-\beta }{\lambda \gamma }}\right).}
В случае дополнительного параметра (скажем, {\displaystyle \alpha }), более того,
{\displaystyle f_{\alpha }(x)=-f_{\alpha }({\tilde {x}}),}
где {\displaystyle {\tilde {x}}} где выбирается максимизирующим аргументом.

### Поведение при линейных преобразованиях
Пусть A будет ограниченным линейным оператором из X в Y. Для любой выпуклой функции f на X, имеем
{\displaystyle \left(Af\right)^{*}=f^{*}A^{*}}
где
{\displaystyle (Af)(y)=\inf\{f(x):x\in X,Ax=y\}}
является прообразом f для A, а A* является сопряжённым оператором для A.
Замкнутая выпуклая функция f симметрична для заданного множества G ортогональных линейных преобразований
{\displaystyle f\left(Ax\right)=f(x),\;\forall x,\;\forall A\in G}
тогда и только тогда, когда выпуклое сопряжение f* симметрично для G.

## Таблица некоторых выпуклых сопряжений
Следующая таблица даёт преобразования Лежандра для многих часто употребимых функций, а также для нескольких полезных свойств.
| {\displaystyle g(x)}                                              | {\displaystyle \operatorname {dom} (g)} | {\displaystyle g^{*}(x^{*})} | {\displaystyle \operatorname {dom} (g^{*})} |
| ----------------------------------------------------------------- | --------------------------------------- | --- | ------------------------------------------- |
| {\displaystyle f(ax)} (где {\displaystyle a\neq 0})               | {\displaystyle X}                       | {\displaystyle f^{*}\left({\frac {x^{*}}{a}}\right)} | {\displaystyle X^{*}}                       |
| {\displaystyle f(x+b)}                                            | {\displaystyle X}                       | {\displaystyle f^{*}(x^{*})-\langle b,x^{*}\rangle } | {\displaystyle X^{*}}                       |
| {\displaystyle af(x)} (где {\displaystyle a>0})                   | {\displaystyle X}                       | {\displaystyle af^{*}\left({\frac {x^{*}}{a}}\right)} | {\displaystyle X^{*}}                       |
| {\displaystyle \alpha +\beta x+\gamma \cdot f(\lambda x+\delta )} | {\displaystyle X}                       | {\displaystyle -\alpha -\delta {\frac {x^{*}-\beta }{\lambda }}+\gamma \cdot f^{*}\left({\frac {x^{*}-\beta }{\gamma \lambda }}\right)\quad (\gamma >0)} | {\displaystyle X^{*}}                       |
| {\displaystyle {\frac {\|x\|^{p}}{p}}} (где {\displaystyle p>1})  | {\displaystyle \mathbb {R} }            | {\displaystyle {\frac {\|x^{*}\|^{q}}{q}}} (где {\displaystyle {\frac {1}{p}}+{\frac {1}{q}}=1})                                                         | {\displaystyle \mathbb {R} }                |
| {\displaystyle {\frac {-x^{p}}{p}}} (где {\displaystyle 0<p<1})   | {\displaystyle \mathbb {R} _{+}}        | {\displaystyle {\frac {-(-x^{*})^{q}}{q}}} (где {\displaystyle {\frac {1}{p}}+{\frac {1}{q}}=1})                                                         | {\displaystyle \mathbb {R} _{-}}            |
| {\displaystyle {\sqrt {1+x^{2}}}}                                 | {\displaystyle \mathbb {R} }            | {\displaystyle -{\sqrt {1-(x^{*})^{2}}}} | {\displaystyle [-1,1]}                      |
| {\displaystyle -\log(x)}                                          | {\displaystyle \mathbb {R} _{++}}       | {\displaystyle -(1+\log(-x^{*}))} | {\displaystyle \mathbb {R} _{--}}           |
| {\displaystyle e^{x}}                                             | {\displaystyle \mathbb {R} }            | {\displaystyle {\begin{cases}x^{*}\log(x^{*})-x^{*}&{\text{if }}x^{*}>0\\0&{\text{if }}x^{*}=0\end{cases}}}                                              | {\displaystyle \mathbb {R} _{+}}            |
| {\displaystyle \log \left(1+e^{x}\right)}                         | {\displaystyle \mathbb {R} }            | {\displaystyle {\begin{cases}x^{*}\log(x^{*})+(1-x^{*})\log(1-x^{*})&{\text{if }}0<x^{*}<1\\0&{\text{if }}x^{*}=0,1\end{cases}}}                         | {\displaystyle [0,1]}                       |
| {\displaystyle -\log \left(1-e^{x}\right)}                        | {\displaystyle \mathbb {R} }            | {\displaystyle {\begin{cases}x^{*}\log(x^{*})-(1+x^{*})\log(1+x^{*})&{\text{if }}x^{*}>0\\0&{\text{if }}x^{*}=0\end{cases}}}                             | {\displaystyle \mathbb {R} _{+}}            |